# Dětská úmrtnost
Dětská úmrtnost se týká kojenců nebo dětí do pěti let věku. Okolo 26 000 dětí umírá každým dnem, převážně z důvodů, kterým lze předejít. V roce 2006 zemřelo 9,7 milionů dětí do pěti let věku, což představuje 60 % pokles od roku 1960. Asi k polovině dětské úmrtnosti dochází v Africe. Přibližně 60 zemí tvoří 94 % úmrtí dětí do pěti let věku.
Podle odhadů organizace UNICEF by se ročně mohlo předejít jednomu milionu úmrtí dětí za cenu 1 miliardy USD za rok (v průměru 1 000 USD na každé dítě). Snížení dětské úmrtnosti je čtvrtým rozvojovým cílem tisíciletí OSN.

## Příčiny dětské úmrtnosti
Podle UNICEF je většina úmrtí dětí (70 % v rozvojových zemích) způsobena jednou z následujících pěti příčin nebo jejich kombinacemi:
- akutní respirační infekce
- průjmová onemocnění
- spalničky
- malárie
- podvýživa

Dvěma třetinám úmrtí dětí je možné předejít. Podvýživa, nedostatek nezávadné pitné vody a hygienických zařízení přispívá k polovině všech úmrtí dětí. Výzkum a zkušenosti ukazují, že většina dětí, které umírají každým rokem by mohla být zachráněna pomocí technicky nenáročných, důkazy podložených a cenově výhodných opatření jako třeba vakcíny, antibiotika, dětská výživa, moskytiéry, zlepšená zdravotní péče o matky a lepší technika kojení a terapie ústní rehydratace.

## Míra dětské úmrtnosti
Míra úmrtnosti dětí do pěti let věku nebo míra dětské úmrtnosti je počet dětí, které zemřou do pěti let věku na 1 000 porodů živých dětí. V roce 2006 činil světový průměr 72 dětí (7,2 %). Průměr v rozvojových zemích byl 79 dětí (což je pokles ze 103 v roce 1990), zatímco průměr v industrializovaných zemích je 6 (pokles z 10 v roce 1990). Jedno ze šesti dětí v Subsaharské Africe zemře před svými pátými narozeninami. Největší pokrok v letech 1990–2006 byl v Latinské Americe a Karibiku, kde se míra dětské úmrtnosti snížila o 50 %.
Dítě ve Sierra Leoně, která má nejvyšší míru dětské úmrtnosti na světě (270), má stokrát vyšší pravděpodobnost, že zemře než dítě, které se narodí ve Švédsku (míra úmrtnosti 3).

## Nejvyšší míry na světě
Česká republika je klasifikována v měřítku dětské úmrtnosti mezi 10 nejlépe hodnocenými státy světa.
V roce 2006 bylo 41 zemí ve kterých zemřelo nejméně 10 % dětí do věku pěti let. Všechny až na tři byly v Africe. Deset zemí ze 41 mělo vyšší míru dětské úmrtnosti než v roce 1990 a čtyři na tom byly stejně. Mezi 20 nejhorších patří :
(Počet úmrtí na 1 000 narozených živých dětí.)
1. Sierra Leone – 270
2. Angola 260
3. Afghánistán 257
4. Niger – 253
5. Libérie – 235
6. Mali – 217
7. Čad – 209
8. Rovníková Guinea – 206
9. Demokratická republika Kongo – 205
10. Burkina Faso – 204
11. Guinea-Bissau – 200
12. Nigérie – 191
13. Burundi – 181
14. Zambie – 180
15. Středoafrická republika – 175
16. Svazijsko – 164
17. Guinea – 161
18. Rwanda – 160
19. Kamerun – 149
20. Benin – 148